# Aspergillus flavus
Aspergillus flavus (kropidlák žlutý) je houba patřící do rodu Aspergillus. Je to plíseň běžně rozšířená v životním prostředí a způsobuje problémy při skladování obilí. Může být lidským patogenem způsobujícím aspergilózu plic a někdy také rohovky, vnějšího ucha nebo nosní klenby. Mnoho kmenů produkuje významná množství aflatoxinu, karcinogenní a akutně toxické sloučeniny. Spory A. flavus jsou alergenní. A. flavus někdy způsobuje ztráty v líhních bource morušového.

## Onemocnění člověka
A. flavus je druhým nejčastějším původcem aspergilózy (nejčastějším je Aspergillus fumigatus). A. flavus může napadat plicní nebo mozkové tepny a způsobovat infarkt. Predispozicí k aspergilóze je neutropenie.
Aspergillus flavus také produkuje toxin (aflatoxin), který je jedním z etiologických činitelů hepatocelulárního karcinomu.

## Vzhled na kulturách
A. flavus roste na kulturách jako žlutozelená plíseň. Podobně jako jiné plísně rodu Aspergillus tvoří specifický konidiofor složený z dlouhého stonku nesoucí nafouknutý váček. Konidiogenní buňky ve váčku produkují konidie. Mnoho kmenů A. flavus vykazuje pod ultrafialovým zářením zelenavou fluorescenci, která koreluje s úrovní produkce aflatoxinu.

## Škody způsobované plísní
A. flavus se vyskytuje zvláště na kukuřici a arašídech, podobně také na promočených kobercích, a je jedním z několika druhů plísní známých produkcí aflatoxinu, který může způsobit akutní hepatitidu, imunosupresi a karcinom jaterních buněk. Absence kontroly této plísně v některých státech, které mají také vysokou prevalenci virové hepatitidy, výrazně zvyšuje nebezpečí hepatocelulárního karcinomu.